# Bárður Kass Nielsen
Bárður Kass Nielsen (født 1977) er en færøsk civiløkonom og politiker (NS).

## Baggrund
Han er student fra Studentaskúlin og HF- skeiðið í Eysturoy fra 1996 og læste til cand.merc. ved Handelshøjskolen i Århus 2001-06. Siden sin kandidateksamen har han primært arbejdet som finansiel rådgiver og regnskabsansvarlig i Føroya Banki. Nielsen blev valgt til byrådet i Runavíkar kommuna i 2012 og er bestyrelsesmedlem af "Skálafjarðarsamstarvið", som er ældreområdet i regionen omkring Skálafjørður, som består af kommunerne Runavíkar, Nes og Sjóvar kommune. Ældreområdet blev lagt ud til kommunerne pr. 1. januar 2015. Han sidder også i skolebestyrelsen for Skála skole for Runavík kommune.

## Politisk karriere
I 2015 stillede han op til lagtingsvalget uden at blive valgt, men kom efterfølgende i tinget som suppleant for Nýtt Sjálvstýris formand  Jógvan Skorheim, der ikke kunne få orlov fra sin borgmesterpost af byrådet i Klaksvík, da byrådet ikke ville give ham deres tilladelse. Ifølge loven kan en borgmester ikke have andre offentlige embeder, dog er det en undtagelse med Lagtinget, men her skal byrådet vedtage at borgemesteren kan være lagtingsmedlem samtidig. Bárður Kass Nielsen fik 69 personlige stemmer, som er det laveste antal stemmer som noget lagtingsmedlem fra 2015 har fået.